# Lambert Hofer (Kostümbildner, 1907)
Lambert Hofer (* 29. August 1907 in Wien; † 10. Dezember 1997 ebenda) war ein im Kostümverleih tätiger, österreichischer Unternehmer, der vor allem in den 1950er und 1960er Jahren auch als Kostümbildner bzw. Kostümlieferant für den Film gearbeitet hat.

## Leben
Hofer entstammt der seit 1862 tätigen Wiener Kostümverleih-Dynastie Lambert Hofer. Er setzte die von seinem Vater Lambert Hofer noch zu Stummfilmzeiten begonnene Kooperation mit der Kinematografie nach Ende des Zweiten Weltkriegs fort, die Intensivierung der Belieferung von nationalen wie internationalen Kinoproduktionen mit Kostümen blieb jedoch seinem Sohn Lambert Hofer vorbehalten. Hofers Kostüme konnten in einigen Lustspielen und einem Heimatfilm Mitte der 1950er Jahre begutachtet werden sowie in mehreren Musikkomödien mit Peter Alexander zu Beginn der 1960er Jahre. Hofer starb am 10. Dezember 1997 in Wien und wurde acht Tage später auf dem Friedhof von Grinzing beerdigt.

## Filmografie
- 1955: Die Magd von Heiligenblut
- 1956: …und wer küßt mich? (Ein Herz und eine Seele)
- 1956: Bademeister Spargel
- 1958: Sebastian Kneipp – Ein großes Leben
- 1961: Die Fledermaus
- 1962: Das süße Leben des Grafen Bobby
- 1962: Hochzeitsnacht im Paradies
- 1963: Der Musterknabe
- 1963: Charleys Tante